# Grand Prix Belgii 1960

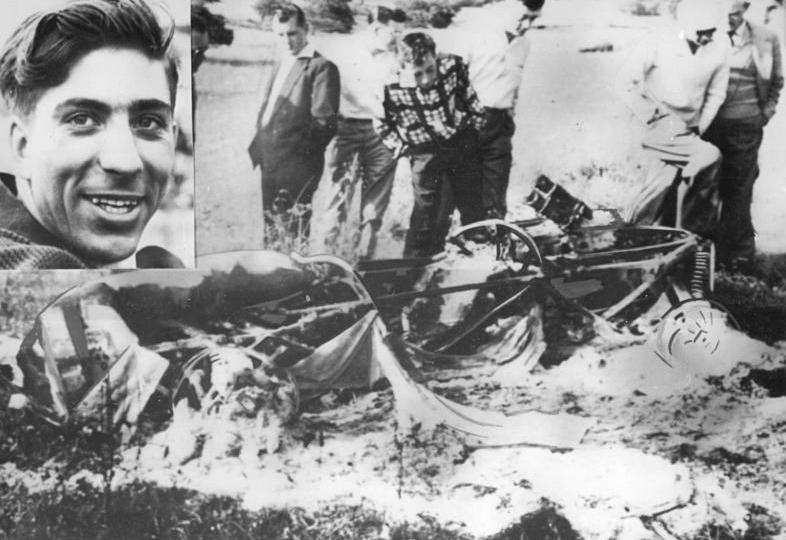
Grand Prix Belgii 1960

Grand Prix Belgii 1960 – piąta runda Mistrzostw Świata Formuły 1 w sezonie 1960. Odbyła się w 19 czerwca 1960 roku po raz 9. na torze Circuit de Spa-Francorchamps. Było to dziewiąte Grand Prix Belgii zaliczane do Mistrzostw Świata Formuły 1.
Trening przed wyścigiem przyniósł wypadek Stirlinga Mossa i Mike’a Taylora, lecz były one niezależne od siebie, Taylor doznał obrażeń które zakończyły jego udział w wyścigach. W wyścigu, Chris Bristow, kierujący roczny Cooper dla British Racing Partnership, wypadł z toru przy zakręcie Malmedy i zginął natychmiast. Pięć okrążeń później, Alan Stacey został uderzony w twarz przez ptaka przy zakręcie Masta i poniósł śmiertelne obrażenia. Obok Grand Prix San Marino w 1994 roku jest to jedyny weekend wyścigowy w trakcie którego zginęło 2 kierowców.

## Wyniki

### Kwalifikacje
Źródło: statsf1.com
| P  | Nr | Kierowca           | Konstruktor(-silnik) | Opony | Czas   | Odstęp | Strata |
| -- | -- | ------------------ | -------------------- | ----- | ------ | ------ | ------ |
| 1  | 2  | Jack Brabham       | Cooper-Climax        | D     | 3:50,0 | –      | –      |
| 2  | 38 | Tony Brooks        | Cooper-Climax        | D     | 3:52,5 | +2,5   | +2,5   |
| 3  | 12 | Stirling Moss      | Lotus-Climax         | D     | 3:52,6 | +0,1   | +2,6   |
| 4  | 24 | Phil Hill          | Ferrari              | D     | 3:53,3 | +0,7   | +3,3   |
| 5  | 34 | Olivier Gendebien  | Cooper-Climax        | D     | 3:53,5 | +0,2   | +3,5   |
| 6  | 10 | Graham Hill        | BRM                  | D     | 3:54,2 | +0,7   | +4,2   |
| 7  | 6  | Jo Bonnier         | BRM                  | D     | 3:54,8 | +0,6   | +4,8   |
| 8  | 14 | Innes Ireland      | Lotus-Climax         | D     | 3:55,4 | +0,6   | +5,4   |
| 9  | 36 | Chris Bristow      | Cooper-Climax        | D     | 3:56,3 | +0,9   | +6,3   |
| 10 | 18 | Jim Clark          | Lotus-Climax         | D     | 3:57,5 | +1,2   | +7,5   |
| 11 | 26 | Wolfgang von Trips | Ferrari              | D     | 3:57,8 | +0,3   | +7,8   |
| 12 | 8  | Dan Gurney         | BRM                  | D     | 3:58,3 | +0,5   | +8,3   |
| 13 | 22 | Willy Mairesse     | Ferrari              | D     | 3:58,9 | +0,6   | +8,9   |
| 14 | 4  | Bruce McLaren      | Cooper-Climax        | D     | 4:00,0 | +1,1   | +10,0  |
| 15 | 32 | Lucien Bianchi     | Cooper-Climax        | D     | 4:00,6 | +0,6   | +10,6  |
| 16 | 28 | Lance Reventlow    | Scarab               | D     | 4:09,7 | +9,1   | +19,7  |
| 17 | 16 | Alan Stacey        | Lotus-Climax         | D     | 4:17,6 | +7,9   | +27,6  |
| 18 | 30 | Chuck Daigh        | Scarab               | D     | 4:18,5 | +0,9   | +28,5  |
| P  | Nr | Kierowca           | Konstruktor(-silnik) | Opony | Czas   | Odstęp | Strata |

### Wyścig
Źródła: statsf1.com
| P                                                     | + / –     | Nr | Kierowca                | Konstruktor   | Opony | Okr. | Czas / Strata | Komentarz          |
| ----------------------------------------------------- | --------- | -- | ----------------------- | ------------- | ----- | ---- | ------------- | ------------------ |
| 1                                                     | Bez zmian | 2  | Jack Brabham            | Cooper-Climax | D     | 36   | 2:21:37,3     |                    |
| 2                                                     | 12        | 4  | Bruce McLaren           | Cooper-Climax | D     | 36   | +1:03,3       |                    |
| 3                                                     | 2         | 34 | Olivier Gendebien       | Cooper-Climax | D     | 35   | +1 okr.       |                    |
| 4                                                     | Bez zmian | 24 | Phil Hill               | Ferrari       | D     | 35   | +1 okr.       |                    |
| 5                                                     | 5         | 18 | Jim Clark               | Lotus-Climax  | D     | 34   | +2 okr.       |                    |
| 6                                                     | 9         | 32 | Lucien Bianchi          | Cooper-Climax | D     | 28   | +8 okr.       |                    |
| Niesklasyfikowani                                     |           |    |                         |               |       |      |               |                    |
|                                                       |           | 10 | Graham Hill             | BRM           | D     | 35   | +1 okr.       | silnik             |
|                                                       |           | 16 | Alan Stacey             | Lotus-Climax  | D     | 24   | +12 okr.      | śmiertelny wypadek |
|                                                       |           | 22 | Willy Mairesse          | Ferrari       | D     | 23   | +13 okr.      | przekładnia        |
|                                                       |           | 26 | Wolfgang von Trips      | Ferrari       | D     | 22   | +14 okr.      | przekładnia        |
|                                                       |           | 36 | Chris Bristow           | Cooper-Climax | D     | 19   | +17 okr.      | śmiertelny wypadek |
|                                                       |           | 30 | Chuck Daigh             | Scarab        | D     | 16   | +20 okr.      | silnik             |
|                                                       |           | 6  | Jo Bonnier              | BRM           | D     | 14   | +22 okr.      | silnik             |
|                                                       |           | 14 | Innes Ireland           | Lotus-Climax  | D     | 13   | +23 okr.      | poślizg            |
|                                                       |           | 8  | Dan Gurney              | BRM           | D     | 4    | +32 okr.      | silnik             |
|                                                       |           | 38 | Tony Brooks             | Cooper-Climax | D     | 2    | +34 okr.      | skrzynia biegów    |
|                                                       |           | 28 | Lance Reventlow         | Scarab        | D     | 1    | +35 okr.      | silnik             |
| Nie wystartowali / niedopuszczeni do ponownego startu |           |    |                         |               |       |      |               |                    |
|                                                       |           | 12 | Stirling Moss           | Lotus-Climax  | D     | 0    |               | wypadek/kontuzja   |
|                                                       |           | 20 | Mike Taylor             | Lotus-Climax  | D     | 0    |               | wypadek/kontuzja   |
|                                                       |           | 40 | Carel Godin de Beaufort | Cooper-Climax | D     | 0    |               | nie przybył        |
| P                                                     | + / –     | Nr | Kierowca                | Konstruktor   | Opony | Okr. | Czas / Strata | Komentarz          |

### Najszybsze okrążenie
Źródło: statsf1.com
| Nr | Kierowca      | Konstruktor   | Czas   | Okr. |
| -- | ------------- | ------------- | ------ | ---- |
| 2  | Jack Brabham  | Cooper-Climax | 3:51,9 | –    |
| 14 | Innes Ireland | Lotus-Climax  | 3:51,9 | –    |
| 24 | Phil Hill     | Ferrari       | 3:51,9 | –    |

### Prowadzenie w wyścigu
Źródło: statsf1.com
| Nr                              | Kierowca     | Konstruktor   | Okrążenia | Suma |
| ------------------------------- | ------------ | ------------- | --------- | ---- |
| 2                               | Jack Brabham | Cooper-Climax | 1-36      | 36   |
| \| Wykres \| \| ------ \| \| \| |              |               |           |      |
| Wykres                          |              |               |           |      |
|                                 |              |               |           |      |

## Klasyfikacja po wyścigu
Pierwsza szóstka otrzymywała punkty według klucza 8-6-4-3-2-1. Liczone było tylko 6 najlepszych wyścigów danego kierowcy. W przypadku współdzielonej jazdy, punktów nie przyznawano. W nawiasach podano wszystkie zebrane punkty, nie uwzględniając zasady najlepszych wyścigów.
Uwzględniono tylko kierowców, którzy zdobyli jakiekolwiek punkty
| P  | +/− | Kierowca           | Starty | Punkty | P1 | P2 | P3 | PP | NO | NS |
| -- | --- | ------------------ | ------ | ------ | -- | -- | -- | -- | -- | -- |
| 1  | 0   | Bruce McLaren      | 4      | 20     | 1  | 2  | –  | –  | 1  | 1  |
| 2  | +1  | Jack Brabham       | 4      | 16     | 2  | –  | –  | 1  | 1  | 2  |
| 3  | −1  | Stirling Moss      | 3      | 11     | 1  | –  | 1  | 3  | 2  | –  |
| 4  | 0   | Jim Rathmann       | 1      | 8      | 1  | –  | –  | –  | 1  | –  |
| 5  | 0   | Innes Ireland      | 4      | 7      | –  | 1  | –  | –  | 1  | 1  |
| 6  | +3  | Phil Hill          | 4      | 7      | –  | –  | 1  | –  | 1  | 1  |
| 7  | −1  | Cliff Allison      | 1      | 6      | –  | 1  | –  | –  | –  | –  |
| 7  | −1  | Rodger Ward        | 1      | 6      | –  | 1  | –  | –  | –  | –  |
| 9  | −1  | Graham Hill        | 4      | 4      | –  | –  | 1  | –  | –  | 2  |
| 10 | 0   | Paul Goldsmith     | 1      | 4      | –  | –  | 1  | –  | –  | –  |
| 10 | N   | Olivier Gendebien  | 1      | 4      | –  | –  | 1  | –  | –  | –  |
| 12 | −1  | Wolfgang von Trips | 4      | 4      | –  | –  | –  | –  | –  | 1  |
| 13 | −1  | Tony Brooks        | 3      | 3      | –  | –  | –  | –  | –  | 2  |
| 14 | −1  | Carlos Menditeguy  | 1      | 3      | –  | –  | –  | –  | –  | –  |
| 14 | −1  | Don Branson        | 1      | 3      | –  | –  | –  | –  | –  | –  |
| 16 | −1  | Jo Bonnier         | 4      | 2      | –  | –  | –  | –  | –  | 2  |
| 17 | N   | Jim Clark          | 2      | 2      | –  | –  | –  | –  | –  | 1  |
| 18 | −2  | Johnny Thomson     | 1      | 2      | –  | –  | –  | –  | –  | –  |
| 19 | −2  | Richie Ginther     | 2      | 2      | –  | –  | –  | –  | –  | –  |
| 20 | −2  | Eddie Johnson      | 1      | 1      | –  | –  | –  | –  | –  | –  |
| 20 | N   | Lucien Bianchi     | 1      | 1      | –  | –  | –  | –  | –  | –  |
| P  | +/− | Kierowca           | Starty | Punkty | P1 | P2 | P3 | PP | NO | NS |

### Konstruktorzy
Tylko jeden, najwyżej uplasowany kierowca danego konstruktora, zdobywał dla niego punkty. Również do klasyfikacji zaliczano 6 najlepszych wyników.
| P                 | +/− | Konstruktor        | Starty | Punkty | P1 | P2 | P3 | PP | NO | NS |
| ----------------- | --- | ------------------ | ------ | ------ | -- | -- | -- | -- | -- | -- |
| 1                 | 0   | Cooper-Climax      | 22     | 30     | 3  | 2  | 3  | 2  | 3  | 11 |
| 2                 | 0   | Lotus-Climax       | 14     | 17     | 1  | 1  | –  | 2  | 2  | 7  |
| 3                 | 0   | Ferrari            | 13     | 15     | –  | 1  | 1  | –  | 1  | 3  |
| 4                 | 0   | BRM                | 11     | 6      | –  | –  | 1  | –  | –  | 7  |
| 5                 | 0   | Cooper-Maserati    | 4      | 3      | –  | –  | –  | –  | –  | 2  |
| Niesklasyfikowani |     |                    |        |        |    |    |    |    |    |    |
|                   |     | Behra-Porsche      | 1      | 0      | –  | –  | –  | –  | –  | –  |
|                   |     | Maserati           | 5      | 0      | –  | –  | –  | –  | –  | 3  |
|                   |     | Scarab             | 2      | 0      | –  | –  | –  | –  | –  | 2  |
|                   |     | Aston Martin       | 0      | 0      | –  | –  | –  | –  | –  | –  |
|                   |     | JBW-Maserati       | 0      | 0      | –  | –  | –  | –  | –  | –  |
|                   |     | Cooper-Castellotti | 0      | 0      | –  | –  | –  | –  | –  | –  |
| P                 | +/− | Kierowca           | Starty | Punkty | P1 | P2 | P3 | PP | NO | NS |